# Banco de Costa Rica
O Banco de Costa Rica (BCR) é um banco comercial estatal que opera na Costa Rica. Com patrimônio de 806.606.710 dólares e ativos de 7.607.483.881 dólares, o banco se estabeleceu como uma das empresas bancárias mais fortes da Costa Rica e da América Central.

O banco começou principalmente como um banco comercial privado até ser designado emissor de moeda e gerente exclusivo de receitas públicas na última década do século XIX. Após o decreto de nacionalização bancária de 1948, o Banco da Costa Rica tornou-se uma entidade financeira com um papel importante no desenvolvimento do país.